# Censure des images en Union soviétique
Pour un article plus général, voir Censure en Union soviétique.

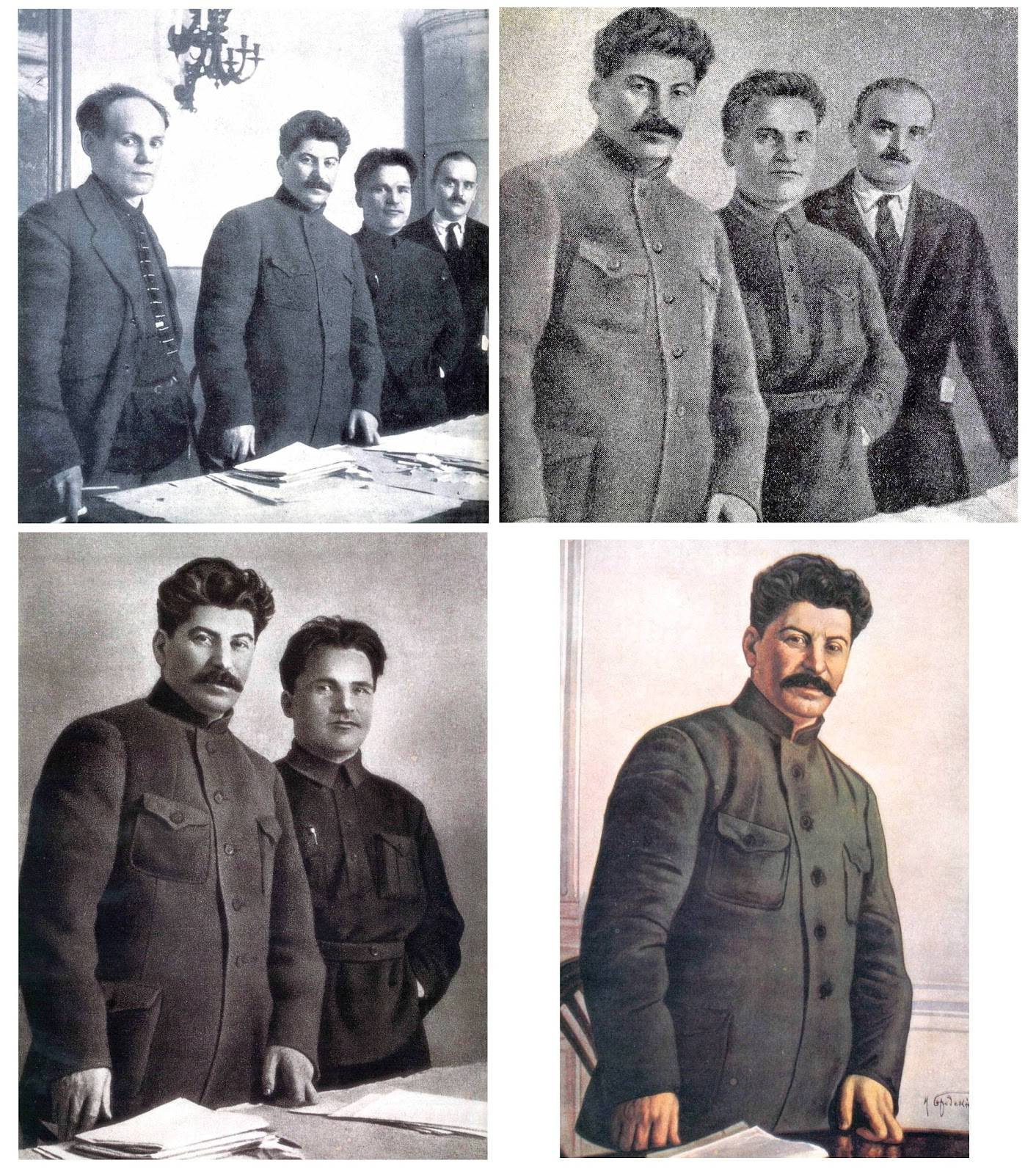
De gauche à droite : Nikolaï Antipov, Joseph Staline, Serguei Kirov et Nikolaï Chvernik. Ce document a été remanié plusieurs fois, chaque personne tombée en disgrâce voyant son image éliminée de la photo. Staline apparaît seul sur le dernier cliché.

La censure des images en Union soviétique est l'ensemble des mesures prises pour modifier les documents relatant l'histoire de l'Union soviétique. Il s'agit principalement de falsification d'images photographiques, d'où sont purement et simplement « éliminés » les personnages tombés en disgrâce. Il s'agissait de minimiser le rôle effectif de telle ou telle personnalité, mais également de montrer que les dirigeants n'avaient jamais été en contact avec certains leaders devenus infréquentables.

## Histoire
Lorsque Joseph Staline prend le contrôle du Parti communiste de l'Union soviétique et devient Président du Conseil des ministres d'URSS, il entame une série de purges visant à éliminer tous types de différents ennemis du peuple, réels ou supposés. Au début, une purge signifiait l'expulsion du Parti, mais à partir des Grandes Purges au milieu des années 1930, les ennemis du parti, opposants, réfractaires aux décisions politique ou au pouvoir de plus en plus absolu de Staline, parfois d'anciens membres du parti bolchevique, sont arrêtés, emprisonnés, envoyés au Goulag, exilés en Sibérie ou exécutés. Le gouvernement soviétique tente alors d'effacer de l'histoire l'existence de certaines personnes en prenant différentes mesures : retouche d'image,, destruction de films et, dans les cas extrêmes, exécution sommaire de toute la famille.
Ainsi, après l'exécution de Lev Kamenev en 1936, son image est retirée des célébrations de la révolution d'Octobre de 1919. De nombreux membres de sa famille sont également éliminés. Son deuxième fils, Yu. L. Kamenev, est exécuté le 30 janvier 1938 à l'âge de 17 ans. Son fils aîné, l'officier de l'air A. L. Kamenev, est exécuté le 15 juillet 1939, à l'âge de 33 ans. Sa première femme Olga a été tuée d'une balle le 11 septembre 1941 sur ordre de Staline dans la forêt de Medvedev près d'Orel, en compagnie de Christian Rakovsky, de Maria Spiridonova et de 160 autres prisonniers politiques en vue. Seul son plus jeune fils, Vladimir Glebov, a survécu aux prisons staliniennes et au Goulag.
Une photographie de la signature du pacte germano-soviétique (1939) a donné lieu à une falsification. Sur la photo trafiquée se trouvent Ribbentrop et Molotov. Sur l'originale se trouvaient en plus, avec un décor différent, alignés debout derrière eux plusieurs dignitaires soviétiques, dont Staline. Après l'attaque allemande en Russie, il s'agissait alors de minimiser l'engagement de Staline dans ce dossier.

## Annexe